# Папуга-червоногуз зеленоголовий
Папу́га-червоногу́з зеленоголовий (Pionus sordidus) — вид папугоподібних птахів родини папугових (Psittacidae). Мешкає в Андах.

## Опис

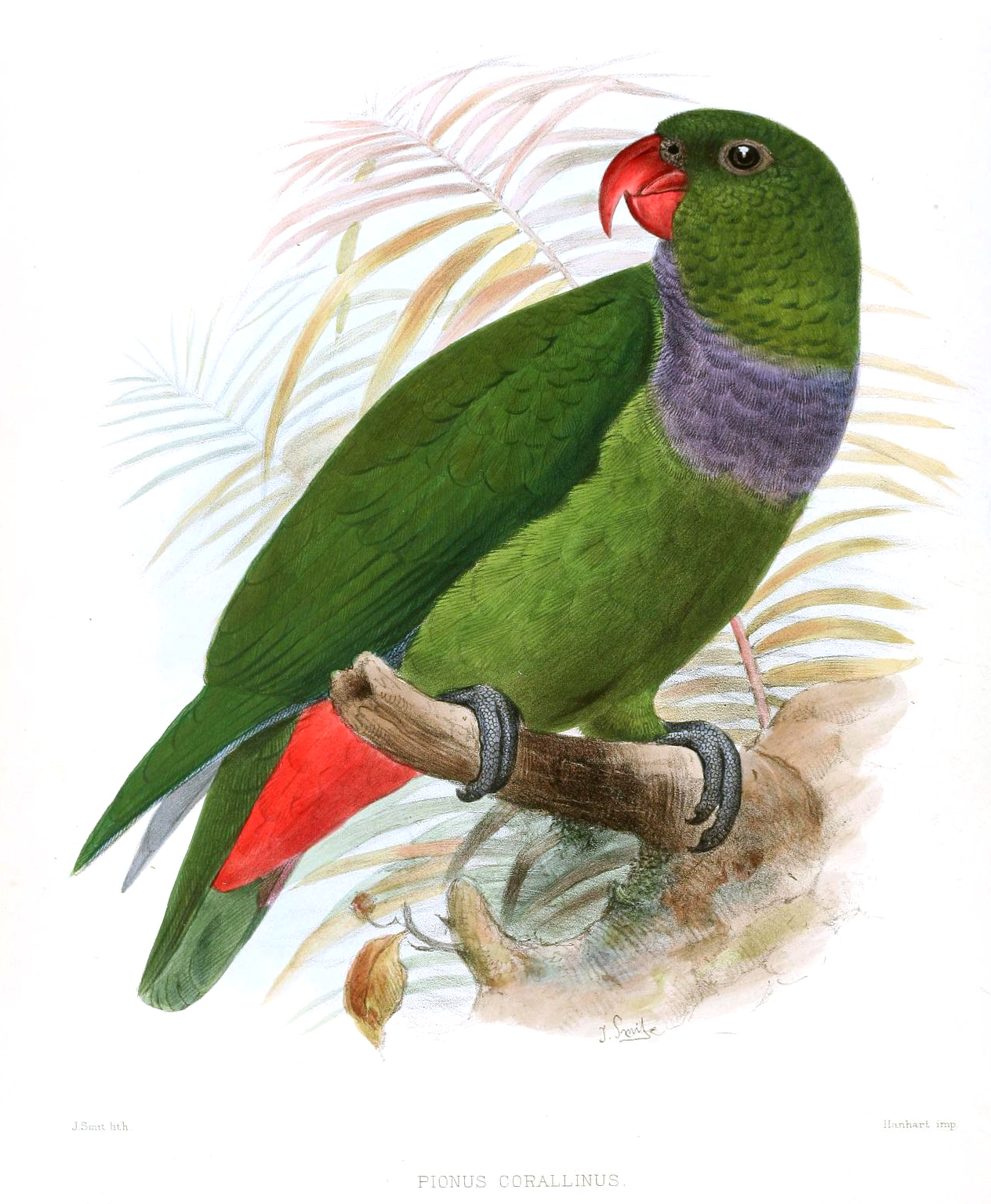
Зеленоголовий папуга-червоногуз (підвид P. s. corallinus)

Довжина птаха становить 28 см. Голова оливково-зелена, пера на тімені мають темно-сині краї. Пера на щоках оливкові з синіми кінчиками, на горлі синій "комір". Груди блідо-оливково-жовті з рожевуватим відтінком, живіт тьмяно-оливковий, гузка червона. Верхня частина тіла тьмяно-оливково-зелена, пера на ній мають коричнені краї. Махові пера зелені з коричнювато-зеленими внутрішніми опахалами. Нижні покривні пера крил і нижня сторона махових пер зелені. Стернові пера темно-зелені, знизу і біля основи червоні, зовнішні опахала крайніх стернових пер сині. Райдужки жовтувато-карі, навколо очей сірі кільця. Дзьоб червоний, зверху біля основи сірий, лапи темно-коричневі. Виду не притаманний статевий диморфізм. Молоді птахи мають подібне забарвлення, однак пера на голові, горлі і грудях у них блідо-зелені, синій відтінок на голові відсутній, гузка жовтувато-зелена з кількома червоними перами.

## Таксономія
Зеленоголовий папуга-червоногуз був науково описаний шведським натуралістом Карлом Ліннеєм в 1758 році в десятому виданні його праці Systema Naturae під біномінальною назвою Psittacus sordidus. При описанні виду Лінней покладався на британського натураліста Джорджа Едвардса, який до того описав і проілюстрував зеленоголового папугу-червоногуза у своїй праці 1751 року A Natural History of Uncommon Birds. У 1832 році німецький біолог Йоганн Георг Ваглер перевів цей вид до роду Папуга-червоногуз (Pionus). 

## Підвиди
Виділяють шість підвидів:
- P. s. saturatus Todd, 1915 — гірський масив Сьєрра-Невада-де-Санта-Марта (північний схід Колумбії);
- P. s. saturatus Aveledo & Ginés, 1950 — північ Східного хребта Колумбійських Анд і гори Сьєрра-де-Періха на кордоні Колумбії і Венесуели;
- P. s. sordidus (Linnaeus, 1758) — гори Прибережного хребта на півночі Венесуели (від Лари і Фалькона до Столичного округу);
- P. s. antelius Todd, 1947 — гори Прибережного хребта на північному сході Венесуели (Ансоатегі, Сукре і північний Монагас);
- P. s. corallinus Bonaparte, 1854 — східні схили Анд в Колумбії, Еквадорі, Перу і Болівії;
- P. s. mindoensis Chapman, 1925 — західні схили Еквадорських Анд.

## Поширення і екологія
Зеленоголові папуги-червоногузи мешкають у Венесуелі, Колумбії, Еквадорі, Перу і Болівії. Вони живуть у вологих тропічних лісах, на узліссях і плантаціях. Зустрічаються зграями від 30 до 100 птахів, на висоті від 100 до 2400 м над рівнем моря. Гніздяться в дуплах древ, на висоті 6-7 м над землею. В кладці 3 яйця, інкубаційний період триває 28 днів.